# Esqui alpino nos Jogos Paralímpicos de Inverno de 2014 - Downhill feminino
A prova de downhill feminino do esqui alpino nos Jogos Paralímpicos de Inverno de 2014 foi realizada no Centro de Esqui Alpino Rosa Khutor, na Clareira Vermelha, em 8 de março de 2014.

## Medalhistas
|        | Atletas sentadas       | Atletas em pé      | Deficientes visuais                              |
| ------ | ---------------------- | ------------------ | ------------------------------------------------ |
| Ouro   | GER Anna Schaffelhuber | FRA Marie Bochet   | SVK Henrieta Farkasova / Natalia Subrtova (guia) |
| Prata  | USA Alana Nichols      | RUS Inga Medvedeva | GBR Jade Etherington / Caroline Powell (guia)    |
| Bronze | USA Laurie Stephens    | USA Allison Jones  | RUS Aleksandra Frantceva / Pavel Zabotin (guia)  |

## Resultados

### Atletas sentadas
| Pos.              | Bib | Atleta                 | Tempo   | Diferença |
| ----------------- | --- | ---------------------- | ------- | --------- |
| Medalha de ouro   | 16  | GER Anna Schaffelhuber | 1:35.55 | —         |
| Medalha de prata  | 15  | USA Alana Nichols      | 1:35.69 | +0.14     |
| Medalha de bronze | 18  | USA Laurie Stephens    | 1:36.94 | +1.39     |
| 4                 | 20  | GER Anna-Lena Forster  | 1:39.71 | +4.16     |
|                   | 17  | AUT Claudia Loesch     | DNF     |           |
|                   | 19  | GBR Anna Turney        | DNF     |           |

### Atletas em pé
| Pos.              | Bib | Atleta                | Tempo   | Diferença |
| ----------------- | --- | --------------------- | ------- | --------- |
| Medalha de ouro   | 11  | FRA Marie Bochet      | 1:30.72 | —         |
| Medalha de prata  | 13  | RUS Inga Medvedeva    | 1:32.19 | +1.47     |
| Medalha de bronze | 10  | USA Allison Jones     | 1:34.09 | +3.37     |
| 4                 | 8   | FRA Solène Jambaqué   | 1:34.88 | +4.16     |
| 5                 | 7   | RUS Mariia Papulova   | 1:41.37 | +10.65    |
|                   | 9   | NED Anna Jochemsen    | DNF     |           |
|                   | 12  | GER Andrea Rothfuß    | DNF     |           |
|                   | 14  | ITA Melania Corradini | DNF     |           |

### Deficientes visuais
| Pos.              | Bib | Atleta                                    | País               | Tempo   | Diferença |
| ----------------- | --- | ----------------------------------------- | ------------------ | ------- | --------- |
| Medalha de ouro   | 1   | Henrieta Farkasova Guia: Natalia Subrtova | SVK Eslováquia     | 1:31.55 | —         |
| Medalha de prata  | 4   | Jade Etherington Guia: Caroline Powell    | GBR Grã-Bretanha   | 1:34.28 | +2.73     |
| Medalha de bronze | 3   | Aleksandra Frantceva Guia: Pavel Zabotin  | RUS Rússia         | 1:35.78 | +4.23     |
| 4                 | 6   | Melissa Perrine Guia: Andrew Bor          | AUS Austrália      | 1:36.15 | +4.60     |
| 5                 | 2   | Danelle Umstead Guia: Robert Umstead      | USA Estados Unidos | 1:36.70 | +5.15     |
| 6                 | 5   | Kelly Gallagher Guia: Charlotte Evans     | GBR Grã-Bretanha   | 1:37.36 | +5.81     |

Legenda
| Recorde mundial      | Recorde mundial (World record)               |                       | Recorde africano                      | Recorde africano (African) |                                           | Q | Classificado por posição (Qualified) |
| Recorde olímpico     | Recorde olímpico (Olympic record)            | Recorde da América    | Recorde da América (Americas)         | q                          | Classificado por melhor tempo (Qualified) |   |                                      |
| Melhor marca do ano  | Melhor marca do ano (World leading)          | Recorde asiático      | Recorde asiático (Asian)              | DNS                        | Não largou (Did not start)                |   |                                      |
| Recorde nacional     | Recorde nacional (National record)           | Recorde europeu       | Recorde europeu (European)            | DNF                        | Não terminou (Did not finish)             |   |                                      |
| Recorde pessoal      | Recorde pessoal do atleta (Personal best)    | Recorde da Oceania    | Recorde da Oceania (Oceania)          | DSQ / DQ                   | Desclassificado (Disqualified)            |   |                                      |
| Recorde da temporada | Recorde da temporada do atleta (Season best) | Recorde sul-americano | Recorde sul-americano (South America) | NM                         | Sem marca (No mark)                       |   |                                      |